# Amritsar
Amritsar (în punjabă ਅਮ੍ਰਿਤਸਰ) este un oraș din statul Punjab, India. Aici se află cel mai important centru religios al sikhilor: Templul de aur, care se ridică în mijlocul unui lac. Accesul la templu este asigurat de un singur dig.

## Istorie
Amritsar, care a purtat anterior numele de Ramdaspur, a fost creat ca principal centru de pelerinaje al comunității sikh, aflată în continuă creștere. A fost ridicat în acest loc datorită legendei despre Amrita Saras, "lacul elixirului nemuririi".
În 1919, în Amritsar a avut loc un masacru al manifestanților indieni, care cereau Imperiului Britanic autodeterminare. Atunci au fost uciși sute de demonstranți neînarmați.

## Clima
| Date climatice pentru Amritsar                           | Date climatice pentru Amritsar | Date climatice pentru Amritsar | Date climatice pentru Amritsar | Date climatice pentru Amritsar | Date climatice pentru Amritsar | Date climatice pentru Amritsar | Date climatice pentru Amritsar | Date climatice pentru Amritsar | Date climatice pentru Amritsar | Date climatice pentru Amritsar | Date climatice pentru Amritsar | Date climatice pentru Amritsar | Date climatice pentru Amritsar |
| Luna                                                     | Ian                            | Feb                            | Mar                            | Apr                            | Mai                            | Iun                            | Iul                            | Aug                            | Sep                            | Oct                            | Nov                            | Dec                            | Anual                          |
| -------------------------------------------------------- | ------------------------------ | ------------------------------ | ------------------------------ | ------------------------------ | ------------------------------ | ------------------------------ | ------------------------------ | ------------------------------ | ------------------------------ | ------------------------------ | ------------------------------ | ------------------------------ | ------------------------------ |
| Maxima medie °C (°F)                                     | 19.2 (66,6)                    | 21.9 (71,4)                    | 26.9 (80,4)                    | 33.9 (93)                      | 38.8 (101,8)                   | 39.8 (103,6)                   | 35.3 (95,5)                    | 34.3 (93,7)                    | 34.4 (93,9)                    | 32.3 (90,1)                    | 27.0 (80,6)                    | 21.3 (70,3)                    | 30,43 (86,77)                  |
| Minima medie °C (°F)                                     | 3.9 (39)                       | 6.3 (43,3)                     | 11.0 (51,8)                    | 16.2 (61,2)                    | 21.2 (70,2)                    | 24.9 (76,8)                    | 25.6 (78,1)                    | 25.2 (77,4)                    | 22.7 (72,9)                    | 15.7 (60,3)                    | 8.6 (47,5)                     | 4.3 (39,7)                     | 15,47 (59,84)                  |
| Minima istorică °C (°F)                                  | −7.1 (19,2)                    | −6.8 (19,8)                    | −3.8 (25,2)                    | 2.6 (36,7)                     | 7.7 (45,9)                     | 13.8 (56,8)                    | 14.0 (57,2)                    | 15.0 (59)                      | 9.6 (49,3)                     | 4.3 (39,7)                     | −3.5 (25,7)                    | −7.5 (18,5)                    | −7,5 (18,5)                    |
| Ploaie mm (inches)                                       | 28.3 (1.114)                   | 29.2 (1.15)                    | 34.8 (1.37)                    | 19.3 (0.76)                    | 19.6 (0.772)                   | 51.7 (2.035)                   | 224.7 (8.846)                  | 174.5 (6.87)                   | 94.6 (3.724)                   | 21.3 (0.839)                   | 5.7 (0.224)                    | 14.6 (0.575)                   | 718,3 (28,28)                  |
| Umiditate [%]                                            | 74                             | 70                             | 64                             | 47                             | 38                             | 48                             | 72                             | 77                             | 69                             | 67                             | 73                             | 76                             | 64,6                           |
| Nr. mediu de zile ploioase (≥ 0.1 mm)                    | 2.4                            | 2.0                            | 2.6                            | 1.5                            | 1.3                            | 3.1                            | 8.2                            | 8.1                            | 3.6                            | 1.2                            | 0.6                            | 1.2                            | 35,8                           |
| Ore însorite                                             | 182.9                          | 193.2                          | 220.1                          | 264.0                          | 294.5                          | 270.0                          | 217.0                          | 226.3                          | 240.0                          | 254.2                          | 219.0                          | 182.9                          | 2.764,1                        |
| Sursa nr. 1: India Meteorological Department (1948-2000) |                                |                                |                                |                                |                                |                                |                                |                                |                                |                                |                                |                                |                                |
| Sursa nr. 2: HKO                                         |                                |                                |                                |                                |                                |                                |                                |                                |                                |                                |                                |                                |                                |